# Liga Nacional de Baloncesto Profesional Femenil
El Liga Nacional de Baloncesto Profesional Femenil (LNBPF), conocida como Liga Caliente.mx LNBP Femenil por motivos de patrocinio con la casa de apuestas Caliente.mx, es una de las 3 ligas profesionales de baloncesto femenil de México junto con la Liga Mexicana de Baloncesto Profesional Femenil y la Liga ABC MEX.
La LNBPF arrancó con ocho equipos divididos en dos zonas, en la norte estuvieron las Abejas de León, Astros de Jalisco, Panteras de Aguascalientes y las Libertadoras de Querétaro; mientras que en la zona sur, las quintetas siguientes: Fuerza Regia de Monterrey, Plateras de Fresnillo, Halcones de Xalapa y las Adelitas de Chihuahua.

## Historia
De primera instancia existió la  Liga Nacional de Baloncesto Profesional Femenil (LNBPF) en el 2014, como un proyecto de directivos de la LNBP, la justa dio origen con diez equipos, siete de los que se separarían de estas duelas al transcurrir de los años. 
La LNBPF nació por las medallas de los Panamericanos del 2011 en Guadalajara y el oro de la Selección Varonil en el Preolímpico del 2013, por lo que, Elsa Flores Sánchez, quien era vicepresidenta de la Liga Nacional de Desarrollo de Basquetbol Femenil (LIBAFEM), fue designada por el presidente del Comité Olímpico Mexicano (COM) y, junto a Juan Manuel González, se encargó de crear este primer espacio profesional femenil para el deporte ráfaga.
A principios del 2017, posterior a la llegada de Sergio Ganem al frente de la Liga Nacional se ocasionó una disputa entre los propietarios de dicho circuito, ya que Ganem tenía la visión de que cada equipo varonil tenga su filial femenil y compartan su infraestructura, incluso patrocinios, pero sin tomar en cuenta a los dueños de los equipos que estaban dentro. Esto ocasionó la división. 
Después del conflicto mencionado, surgió la Liga Mexicana de Baloncesto Profesional Femenil (LMBPF) e integró a los equipos: Mieleras de Guanajuato, Lobas de Aguascalientes, Mexcaltecas de Nayarit, Tapatías de Jalisco, Rieleras de Aguascalientes, Gamos de la Universidad Marista, Quetzales Sajoma, Nueceras del Estado de México,  Leonas Cenhies y Bengalíes, los cuales pertenecían a la LNBPF. 
Eventualmente la LNBPF desapareció y la LMBPF incrementó su fuerza por sus aficionados y sus propietarios. 
En el 2019, Sergio Ganem, Presidente de la LNBP había anunciado la incorporación de la rama femenil para dar inicio en el 2020. Lamentablemente por la pandemia, dicho certamen fue pospuesto hasta nuevo aviso. 
“Nosotros nos quedamos con la ilusión de haber arrancado el año pasado, ya teníamos algunos equipos y algunas jugadoras contratadas. Desafortunadamente vino el COVID y cambió todo. Este año les informo y les confirmo que la Liga Nacional no tendrá circuito femenil; habremos de esperar hasta el 2022 para ver si las condiciones son favorables para poder hacer esto.”, expresó el también Presidente de Fuerza Regia. 
Sergio Ganem Velázquez, presidente de la Liga Nacional de Baloncesto Profesional (LNBP), al hacer la presentación oficial de la primera edición del Torneo Femenil de la LNBP, dijo que con esta actividad se empieza a escribir una página más en la historia del baloncesto en nuestro país, en la que van a tomar parte ocho quintetas.
Gamem Velázquez en conferencia virtual dio a conocer que el primer campeonato de la LNBP Femenil se pondrá en marcha el sábado 23 de abril de 2022, con la participación de ocho plazas, las cuales se tienen debidamente aseguradas..

## Fundación
La LNBPF inició su primer torneo el 23 de abril de 2022 con ocho equipos.
| Liga Nacional de Baloncesto Profesional de México 2022 |                                |
| Equipo                                                 | Sede                           |
| Abejas de León                                         | León, Guanajuato               |
| Adelitas de Chihuahua                                  | Chihuahua, Chihuahua           |
| Astros de Jalisco                                      | Guadalajara, Jalisco           |
| Fuerza Regia de Monterrey                              | Monterrey, Nuevo León          |
| Halcones de Xalapa                                     | Xalapa, Veracruz               |
| Libertadoras de Querétaro                              | Querétaro, Querétaro           |
| Panteras de Aguascalientes                             | Aguascalientes, Aguascalientes |
| Plateras de Fresnillo                                  | Fresnillo, Zacatecas           |

Para más detalles sobre la primera temporada, véase: Liga Nacional de Baloncesto Profesional Femenil 2022.

## Equipos actuales
| Liga Nacional de Baloncesto Profesional de México 2025 |                        |                      |               |                                      |           |
| Equipo                                                 | Entrenador             | Ciudad               | Miembro desde | Pabellón                             | Capacidad |
| Abejas de León                                         | Ángel Fernández        | León, GTO            | 2022          | Domo de la Feria                     | 4,463     |
| Adelitas de Chihuahua                                  | Miguel López           | Chihuahua, CHIH      | 2022          | Gimnasio Manuel Bernardo Aguirre     | 9,600     |
| El Calor de Cancún                                     | José Pidal             | Cancún, Q ROO        | 2025          | Poliforum Cancún                     | 4,800     |
| Correcaminos de la UAT Victoria                        | Luis García            | Ciudad Victoria, TAM | 2023          | Gimnasio Multidisciplinario Victoria | 2,600     |
| Freseras de Irapuato                                   | Christopher Gutiérrez  | Irapuato, GTO        | 2023          | Inforum Irapuato                     | 3,000     |
| Fuerza Regia de Monterrey                              | Carlos Alonso          | Monterrey, NL        | 2022          | Gimnasio Nuevo León Unido            | 5,000     |
| Panteras de Aguascalientes                             | José Antonio Santaella | Aguascalientes, AGS  | 2022          | Auditorio Hermanos Carreón           | 3,000     |
| Rojas de Veracruz                                      | Oscar Castellanos      | Veracruz, VER        | 2023          | Auditorio Benito Juárez              | 4,000     |

## Campeones

### Campeones de Liga
| Temporada | Campeón                    | Entrenador             | Serie | Subcampeón                | Entrenador         |
| --------- | -------------------------- | ---------------------- | ----- | ------------------------- | ------------------ |
| 2022      | Astros de Jalisco          | Johathan Villegas      | 4-3   | Adelitas de Chihuahua     | Sebastián Sucarrat |
| 2023      | Adelitas de Chihuahua      | Maikel López           | 4-1   | Fuerza Regia de Monterrey | Pepe Pidal         |
| 2024      | Fuerza Regia de Monterrey  | Carlos Alonso          | 4-2   | Adelitas de Chihuahua     | Maikel López       |
| 2025      | Panteras de Aguascalientes | José Antonio Santaella | 4-3   | Adelitas de Chihuahua     | Maikel López       |